# Return of the Pride
Return of the Pride es el quinto álbum de estudio de la banda de rock estadounidense White Lion, publicado en el 2008. Es el primer álbum de estudio con material original de White Lion desde Mane Attraction de 1991. El cantante Mike Tramp es el único miembro original de la banda presente en la grabación de este disco. El álbum fue pensado como una secuela del exitoso trabajo discográfico de 1987, Pride.

## Lista de canciones
1. "Sangre de Cristo" - 8:44
2. "Dream" - 5:08
3. "Live Your Life" - 4:52
4. "Set Me Free" - 4:59
5. "I Will" - 4:13
6. "Battle at Little Big Horn" - 7:32
7. "Never Let You Go" - 4:50
8. "Gonna Do It My Way" - 4:24
9. "Finally See the Light" - 4:55
10. "Let Me Be Me" - 4:00
11. "Take Me Home" (Bonus track de la versión europea) - 3:50

## Créditos
- Mike Tramp - Voz
- Jamie Law - Guitarra
- Claus Langeskov - Bajo
- Troy Patrick Farrell - Batería
- Henning Wanner - Teclados